# 布羅瓦里 (布恰奇區)
48°57′54″N 25°27′31″E / 48.96500°N 25.45861°E

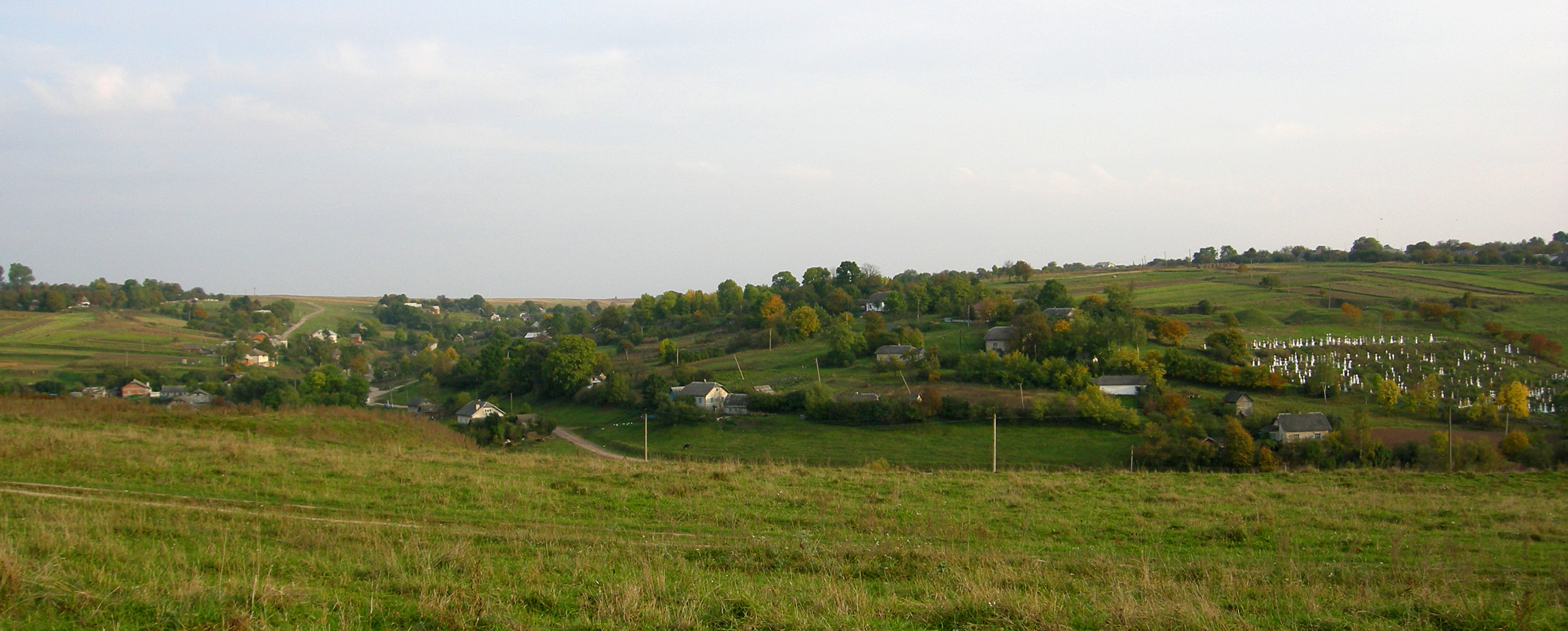

布羅瓦里（烏克蘭語：Броварі），是烏克蘭的村落，位於該國西部捷爾諾波爾州，由喬爾特基夫區負責管轄，處於維利霍韋齊河畔，始建於十八世紀，面積1.3平方公里，2001年人口362。